# Giffaumont-Champaubert
Giffaumont-Champaubert és un municipi francès, situat al departament del Marne i a la regió del Gran Est. L'any 2007 tenia 258 habitants.

## Demografia

### Població
El 2007 la població de fet de Giffaumont-Champaubert era de 258 persones. Hi havia 131 famílies, de les quals 44 eren unipersonals (24 homes vivint sols i 20 dones vivint soles), 59 parelles sense fills i 28 parelles amb fills.
La població ha evolucionat segons el següent gràfic:
Habitants censats

### Habitatges
El 2007 hi havia 337 habitatges, 129 eren l'habitatge principal de la família, 194 eren segones residències i 13 estaven desocupats. 300 eren cases i 32 eren apartaments. Dels 129 habitatges principals, 91 estaven ocupats pels seus propietaris, 33 estaven llogats i ocupats pels llogaters i 6 estaven cedits a títol gratuït; 4 tenien una cambra, 12 en tenien dues, 15 en tenien tres, 34 en tenien quatre i 65 en tenien cinc o més. 105 habitatges disposaven pel capbaix d'una plaça de pàrquing. A 59 habitatges hi havia un automòbil i a 60 n'hi havia dos o més.

### Piràmide de població
La piràmide de població per edats i sexe el 2009 era:
| Homes | Edats   | Dones |
| ----- | ------- | ----- |
| 0     | 95 o +  | 0     |
| 0     | 90 a 94 | 0     |
| 4     | 85 a 89 | 4     |
| 4     | 80 a 84 | 4     |
| 4     | 75 a 79 | 4     |
| 0     | 70 a 74 | 8     |
| 8     | 65 a 69 | 8     |
| 4     | 60 a 64 | 8     |
| 16    | 55 a 59 | 8     |
| 20    | 50 a 54 | 12    |
| 16    | 45 a 49 | 8     |
| 12    | 40 a 44 | 4     |
| 4     | 35 a 39 | 4     |
| 0     | 30 a 34 | 0     |
| 0     | 25 a 29 | 0     |
| 8     | 20 a 24 | 0     |
| 4     | 15 a 19 | 12    |
| 0     | 10 a 14 | 0     |
| 0     | 5 a 9   | 0     |
| 0     | 0 a 4   | 0     |

## Economia
El 2007 la població en edat de treballar era de 171 persones, 114 eren actives i 57 eren inactives. De les 114 persones actives 104 estaven ocupades (56 homes i 48 dones) i 10 estaven aturades (4 homes i 6 dones). De les 57 persones inactives 36 estaven jubilades, 7 estaven estudiant i 14 estaven classificades com a «altres inactius».

### Ingressos
El 2009 a Giffaumont-Champaubert hi havia 127 unitats fiscals que integraven 252 persones, la mediana anual d'ingressos fiscals per persona era de 18.181 €.

### Activitats econòmiques
Dels 26 establiments que hi havia el 2007, 5 eren d'empreses de comerç i reparació d'automòbils, 1 d'una empresa de transport, 11 d'empreses d'hostatgeria i restauració, 3 d'empreses de serveis, 2 d'entitats de l'administració pública i 4 d'empreses classificades com a «altres activitats de serveis».
Dels 6 establiments de servei als particulars que hi havia el 2009, 1 era una perruqueria, 4 restaurants i 1 saló de bellesa.
Dels 3 establiments comercials que hi havia el 2009, 1 era una botiga de menys de 120 m² i 2 botigues de material esportiu.
L'any 2000 a Giffaumont-Champaubert hi havia 6 explotacions agrícoles.

## Poblacions més properes
El següent diagrama mostra les poblacions més properes.